# Trenkwalder Personaldienste

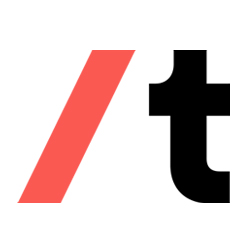

Die Trenkwalder Personaldienste GmbH mit Sitz im T-Center im 3. Wiener Gemeindebezirk ist ein Personaldienstleister und ein Tochterunternehmen der Trenkwalder Group AG.

## Geschichte
Der Name des Unternehmens geht auf den Firmengründer Richard Trenkwalder zurück. Im März 1985 startete Richard Trenkwalder als Einzelunternehmer mit einem technischen Büro im niederösterreichischen Schwadorf. Im Zuge seiner Auslandsaufenthalte lernte er das in Holland, England und Skandinavien etablierte Geschäftsfeld „Personalbereitstellung“ kennen. In Österreich war diese Branche zu diesem Zeitpunkt noch ziemlich unbekannt.
1988 bekam Trenkwalder die Lizenz zur Arbeitnehmerüberlassung. Der Grundstein zur späteren Trenkwalder Personaldienste GmbH bzw. Trenkwalder International AG war gelegt. Das Unternehmen wuchs und wurde in wenigen Jahren zum größten Anbieter von Zeitarbeitskräften in Österreich. 1992 eröffnete Trenkwalder seine erste Auslandsfiliale in der Slowakei. 1999 erfolgte der Markteintritt in Deutschland, Ungarn, 2000 in Italien und Tschechien, 2001 in Slowenien, 2003 in Kroatien, 2005 in Polen, Rumänien, Serbien, 2006 in Liechtenstein, Schweiz, 2007 Markteintritt in der Türkei, Bulgarien, Montenegro, Bosnien-Herzegowina, Mazedonien sowie 2008 in Albanien, Griechenland.
2007 gingen aus der Trenkwalder Personaldienste AG die Trenkwalder International AG und die Trenkwalder Personaldienste GmbH hervor. Im Jahr 2011 erzielte der Konzern mit rund 70.000 Mitarbeitern einen Umsatz von 1 Milliarde Euro. Trenkwalder ist mit mehr als 300 Standorten in Österreich, Deutschland, Ungarn, Slowakei, Slowenien, Tschechien, Kroatien, Serbien, Mazedonien, Montenegro, Bosnien, Rumänien, Polen, Bulgarien, Türkei, Griechenland, Albanien, Liechtenstein und der Schweiz am Markt vertreten.
Ende April 2011 gab die Droege International Group aus Düsseldorf bekannt, die Mehrheit an der Trenkwalder International AG übernommen zu haben. Richard Trenkwalder zog sich aus dem operativen Geschäft zurück. Als Minderheitseigentümer bleibt die Trenkwalder-Stiftung.
Mit Anfang 2019 verlegte Trenkwalder seinen Firmensitz vom niederösterreichischen Schwadorf ins T-Center im 3. Wiener Gemeindebezirk.
Trenkwalder wurde in den letzten Jahren wiederholt als Best Recruiter für seine Recruiting-Qualität ausgezeichnet. 2012/13, 2013/14, 2014/15, 2017/2018 sowie 2018/2019 wurde das Unternehmen mit dem goldenen Best Recruiting-Siegel und 2015/16, 2016/2017 mit dem silbernen Best Recruiting-Siegel ausgezeichnet.

## Trenkwalder in Österreich
Die Trenkwalder Personaldienste GmbH mit Zentrale in Wien ist in Österreich an 35 Standorten vertreten. Damit hat Trenkwalder das dichteste Filialnetz Österreichs. Das Unternehmen ist Marktführer bei Personaldienstleistungen und ein Tochterunternehmen der international tätigen Trenkwalder Group.

## Trenkwalder-Academy
Als Herzstück der Personalentwicklung wurde im Jahr 1999 die Trenkwalder-Academy ins Leben gerufen, in der jeder Mitarbeiter eine  Ausbildung durchläuft, die auf die Anforderungen seines Aufgabenbereichs zugeschnitten ist. Die Basisausbildung der Trenkwalder-Academy schließen die Mitarbeiter mit einer Diplomprüfung ab. 2005 startete der erste Managementlehrgang an der Privatuniversität Hohe Warte Wien, der speziell auf Führungskräfte der Trenkwalderorganisation zugeschnitten war. Gemeinsam mit Linnert wurde ein MBA-Lehrgang mit Schwerpunkt Vertriebsmanagement entwickelt.
2008 entwickelte Trenkwalder gemeinsam mit der Universität für Weiterbildung Krems den Lehrgang „Akademischer Personaldienstleister“. Im Rahmen dieser berufsbegleitenden Universitätsausbildung mit Diplomabschluss werden alle relevanten Qualifikationen eines Personaldienstleisters unterrichtet. Ab 2010 startete das aufbauende Masterstudium mit einem MSc in „Professional Workforce Management“ als Abschluss.

## Dienstleistungen
Bei Trenkwalder arbeiten Personalberatung und Zeitarbeit Hand in Hand. Das soll den Unternehmen mehr Perspektive und den Bewerbern mehr Möglichkeiten eröffnen. Das Dienstleistungsangebot der Zeitarbeit umfasst neben der „klassischen Zeitarbeit“ auch die Services „Zeitarbeit mit Übernahme“, „On-Site-Management“ und „Master Vendoring“. Zusätzlich zur Personalberatung bietet Trenkwalder seinen Kunden Know-how in den Bereichen „Kompetenzmanagement“, „Managed Services“, „Market Expansion Services“ und „Projektmanagement“ sowie „Inseratenservice“, „Bewerbermanagement“, „Testung“ und „Direktansprache“ an, um den Bewerbungsprozess zu optimieren.